# Tess Parks
Tess Parks est une chanteuse de rock psychédélique originaire de Toronto au Canada. 
Elle a sorti un album solo Bloodhot en 2013 suivi de deux albums en collaboration avec le chanteur du Brian Jonestown Massacre, Anton Newcombe, I declare nothing en 2015 et Tess Parks & Anton Newcombe en 2018.

## Biographie

### Jeunesse
Au lycée elle fait des études d'art à Toronto au Canada. Mais elle déclare ne pas s’y être senti à l’aise ni comprise, se faisant même huer sur scène lors des fêtes de fin d’année de son lycée. Elle part ensuite à Londres, à 17 ans, pour étudier la photographie mais arrête ses études au bout d’un an. C’est à ce moment qu’elle commence à fréquenter la scène musicale. Elle est alors repérée par Alan McGee, producteur de musique et manager de groupe comme Oasis, The Jesus and Mary Chain, Primal Scream, My Bloody Valentine, ou The Libertines,.

### Album solo
Le 18 novembre 2013 Tess Parks sort son premier album, Bloodhot, avec le label d'Alan McGee, 359 Music. Dans une interview elle déclare que l'album est enregistré dans un sous sol d'un ami en deux semaines pendant l’été 2013. Elle ajoute qu'Alan McGee l'a prise de court et que l'album a été enregistré rapidement pour cette raison.
Un mois avant la sortie de l’album, le single Somadays avait été diffusé.

### Collaborations avec Anton Newcombe
Tess Parks et Anton Newcombe se rencontrent en 2014 à Berlin. I declare nothing sort le 29 juin 2015 sur le label A Recordings créé par Anton Newcombe. Une tournée suit la sortie de l’album. C’est essentiellement Tess Parks qui chante sur l'album mais sur certaines chansons, comme Gone, Anton Newcombe chante lui aussi. Tess Parks déclare à ce propos :
« J’aime la voix de Anton, j'aimerais vraiment qu’il chante plus sur l'album ! Mais nous avons plusieurs chansons qui ne sont pas sorties et sur lesquelles on chante ensemble. J’espère qu’elles sortiront un jour ».
La plupart des chansons de l’album avaient été diffusées au fur et à mesure de leur composition, sur la chaîne Youtube d'Anton Newcombe
Le 12 octobre 2018 un nouvel album de collaboration entre Tess Parks et Anton Newcombe sort toujours sur le label A Recordings. L'album est intitulé Tess Parks & Anton Newcombe.

## Style musical et influences
Le style musical de Tess Parks est influencé par des groupes de la scène du rock psychédélique, The Brian Jonestown Massacre d’une part mais également The Dandy Warhols. C’est néanmoins avec le chanteur du groupe The Brian Jonestown Massacre, Anton Newcombe, qu’elle entretient des liens importants, enregistrant deux albums avec lui. Dans une interview à Ouest France elle déclare à son propos :
« J’ai toujours été une grande fan du groupe Brian Jonestown Massacre, donc c’était vraiment cool de travailler avec lui. Anton Newcombe comprend la musique d’une façon très précise. Il m’a fait progresser en tant que compositrice. Qu’il s’agisse de supprimer un mot, de changer légèrement ma façon de chanter ou d’ajouter un accord à une chanson ici et là, il sait amener les chansons dans la bonne direction ».
Dans la même interview elle déclare avoir « grandi en écoutant beaucoup de groupes de Britpop » notamment le groupe Oasis. Dans une autre interview au Jerusalem Post elle déclare que c’est son groupe préféré. Elle déclare d’ailleurs que le meilleur concert qu’elle ait vu est un concert d’Oasis en 2002 :
« Ce concert a complètement changé ma vie et m’a inspiré pour jouer de la guitare. Ils sont arrivés sur scène et se sont mis à jouer Hello et depuis ce moment je savais quel serait mon futur ».
Plusieurs magazines ou sites spécialisés voient aussi des similitudes entre Tess Parks et Mazzy Star,.

## Discographie

### Albums studio
- 2013 - Blood Hot (359 Music / Cherry Red Records)
- 2022 - And Those Who Were Seen Dancing (Fuzz Club Records)
- 2024 - Pomegranate (Fuzz Club Records)

### Collaborations
avec Anton Newcombe
- 2015 - I Declare Nothing (A Records)
- 2018 - Tess Parks & Anton Newcombe (A Records)